# Wes Craven
Wesley Earl „Wes“ Craven (2. srpna 1939 Cleveland, Ohio – 30. srpna 2015 Los Angeles, Kalifornie) byl americký režisér, scenárista a herec, tvůrce nízkonákladových hororů. Ve svých filmech si většinou pro sebe připravil malou bezvýznamnou roličku. Jeho nejvýraznější role byla ve filmu Nová noční můra, kde hrál sám sebe.
Mezi jeho nejznámější filmy patří Noční můra v Elm Street (1984), Nová noční můra (1994) nebo hororová série Vřískot.